# John Wood (actor australiano)
John Wood es un actor y escritor australiano,  conocido por haber interpretado a Tom Croydon en la serie Blue Heelers.

## Biografía
John tiene un hermano y dos hermanas, es pariente de Thomas Wood.
En 1970 se casó con Leslie Wood, la pareja tiene dos hijas Meg y Lexie.
Se graduó de la prestigiosa escuela australiana  National Institute of Dramatic Art "NIDA".

## Carrera
Entre 1976 y 1977 apareció en la serie Bluey donde interpretó dos personajes diferentes a Terry Carter en el episodio "Mack's Back" y al detective sargento Brendan Cusack en el episodio "Two Birds".
En 1984 apareció como personaje invitado en la serie Special Squad donde interpretó a Cawley, ese mismo año interpretó a Barron durante el episodio "The Golden Run".
En 1987 se unió al elenco de la serie Rafferty's Rules donde interpretó al juez Michael Rafferty hasta 1989. Ese mismo año apareció por primera vez en la serie The Flying Doctors donde interpretó a Dennis Cleary en el episodio "Good Day for It", más tarde dio vida al sargento de policía Frank O'Leary durante el episodio "Suspicion".
En 1994 se unió al elenco principal de la serie policíaca Blue Heelers donde interpretó al sargento mayor Thomas "Tom" Croydon.
En el 2004 participó en la primera temporada del programa de baile australiano Dancing with the Stars, su pareja fue la bailarina profesional Jenni Pedersen y quedaron en cuarto lugar.
En el 2007 interpretó al abogado Grant Algie en la película Joanne Lees: Murder in the Outback, la cual está basada en la historia real de Joanne Lees, una mochilera inglesa quien junto a su novio Peter Falconio visitan Stuart Highway cerca de Barrow Creek, ahí Joanne es atacada y Peter es secuestrado y asesinado por Bradley John Murdoch.
En el 2009 interpretó al gobernador William Bligh en la serie Rogue Nation. Ese mismo año participó como invitado en la popular serie Underbelly: A Tale of Two Cities donde interpretó a Murray Farquhar, el jefe corrupto del Magistrado de NS.
El 1 de septiembre del 2011 se unió como personaje invitado en la popular serie australiana Neighbours donde interpretó al doctor Martin Chambers, hasta el 5 de abril del 2012.
En el 2012 apareció como invitado en la serie Miss Fisher's Murder Mysteries.

## Filmografía

### Series de televisión
| Año             | Título                           | Personaje                 | Notas                              |
| --------------- | -------------------------------- | ------------------------- | ---------------------------------- |
| 2013 - presente | The Doctor Blake Mysteries       | Patrick Tyneman           | 22 episodios                       |
| 2013            | It's a Date                      | Rex                       | 2 episodios                        |
| 2013            | Paper Giants: The Magazine Wars  | Ken Cowley                | 2 episodios - miniserie            |
| 2012            | The Strange Calls                | Comisionado Adjunto Banks | episodio "Roots"                   |
| 2012            | Miss Fisher's Murder Mysteries   | Mr. Jones                 | episodio "Blood and Circuses"      |
| 2011 - 2012     | Neighbours                       | Dr. Martin Chambers       | 5 episodios                        |
| 2011            | Killing Time                     | Allan Bond                | episodio # 1.7                     |
| 2010            | Offspring                        | Gareth                    | 4 episodios                        |
| 2010            | Sleuth 101                       | Bill                      | episodio "Family Assorted"         |
| 2009            | The Cut                          | Bill Telford              | 6 episodios                        |
| 2009            | Underbelly: A Tale of Two Cities | Murray Farquhar           | 2 episodios                        |
| 2009            | Rogue Nation                     | Gobernador William Bligh  | episodio "Honour Among Thieves"    |
| 1994 - 2006     | Blue Heelers                     | Tom Croydon               | 489 episodios                      |
| 1993 - 1994     | Newlyweds                        | Frank                     | 4 episodios                        |
| 1989            | Dearest Enemy                    | Anferson                  | -                                  |
| 1991            | All Together Now                 | Detective Grant           | episodio "Watching the Detectives" |
| 1990            | G.P.                             | Hugh Daly                 | episodio "George"                  |
| 1989            | The Flying Doctors               | Sargento Frank O'Leary    | episodio "Suspicion"               |
| 1987 - 1989     | Rafferty's Rules                 | Michael Rafferty          | 17 episodios                       |
| 1986            | The Challenge                    | Alan Bond                 | miniserie                          |
| 1985            | One Summer Again                 | -                         | -                                  |
| 1984            | The Last Bastion                 | Robert Menzies            | miniserie                          |
| 1984            | Special Squad                    | Cawley                    | episodio "Same Time Friday"        |
| 1978            | The Truckies                     | Stokey                    | -                                  |
| 1978            | Catspaw                          | Billo                     | -                                  |
| 1977            | Bluey                            | Detective Brendan Cusack  | episodio "Two Birds"               |
| 1976            | Power Without Glory              | Sugar Renfrey             | -                                  |
| 1972, 1975      | Homicide                         | Hill                      | 2 episodios                        |
| 1972            | Catwalk                          | Ricky Novak               | 7 episodios                        |
| 1972            | Redheap                          | -                         | -                                  |
| 1971            | Barrier Reef                     | Chris                     | episodio "The Pirates"             |
| 1970            | Dynasty                          | Danny Bernac              | episodio "Catwalk"                 |
| 1967            | Bellbird                         | -                         | -                                  |

### Películas
| Año  | Título                             | Personaje          | Notas |
| ---- | ---------------------------------- | ------------------ | --- |
| 2024 | Godless: The Eastfield Exorcism    | Detective Chambers | |
| 2011 | Waiting for Robbo                  | Eric               | corto - junto a Lawrence Leung, Rhys Muldoon y Justin Rosniak                                            |
| 2007 | Joanne Lees: Murder in the Outback | Grant Algie        | junto a Bryan Brown, Joanne Froggatt, Laurence Breuls, Asher Keddie, Damian de Montemas y Anthony Phelan |
| 1987 | Twelfth Night                      | Sir Toby Belch     | junto a Gillian Jones, Ivar Kants, Peter Cummins, Kerry Walker y Geoffrey Rush                           |
| 1987 | Bullseye                           | Bluey McGurk       | junto a Paul Goddard, Kathryn Walker, Lynette Curran y Bruce Spence                                      |
| 1987 | The Bit Part                       | John Bainbridge    | junto a Chris Haywood, Katrina Foster, Nicole Kidman, Deborra-Lee Furness y Maureen Edwards              |
| 1985 | The Empty Beach                    | Parker             | junto a Bryan Brown, Anna Maria Monticelli, Ray Barrett y Nick Tate                                      |
| 1984 | Displaced Persons                  | Dr. Thomas         | junto a Dagmar Bláhová, Steven Vidler y Annie Byron                                                      |
| 1982 | Ginger Meggs                       | Oficial Brady      | junto a Garry McDonald, Hugh Keays-Byrne, John Clayton, Terry Camilleri y Drew Forsythe                  |
| 1979 | Burn the Butterflies               | -                  | junto a Ray Barrett, Frederick Parslow, Gerard Maguire y Rowena Wallace                                  |
| 1977 | Blue Fire Lady                     | Gus                | junto a Cathryn Harrison, Mark Holden y Peter Cummins                                                    |
| 1973 | The Taming of the Shrew            | Hortensio          | junto a John Bell, Drew Forsythe, Ron Haddrick, Melissa Jaffer y Robyn Nevin                             |
| 1972 | The Office Picnic                  | Clyde              | junto a Kate Fitzpatrick, Philip Deamer, Patricia Kennedy y Max Cullen                                   |

### Director, escritor y dramaturgo
| Año         | Serie                      | Notas                        |
| ----------- | -------------------------- | ---------------------------- |
| 1995 - 1997 | Blue Heelers               | 3 episodios - escritor       |
| 1986        | The Real Thing             | obra - director              |
| 1979 - 1980 | Prisoner                   | 11 episodios - escritor      |
| 1978        | We're Not Sorry Gene Autry | obra - dramaturgo            |
| 1977        | Cop Shop                   | escritor                     |
| 1972, 1975  | On Yer Marx                | obra - dramaturgo            |
| 1974        | Flash Nick from Jindavick  | escritor                     |
| 1972, 1974  | Housey                     | obra - director y dramaturgo |
| 1972        | Bigotry V.C.               | obra - dramaturgo            |

### Apariciones
| Año         | Programa               | Notas       |
| ----------- | ---------------------- | ----------- |
| 2007 - 2008 | The Einstein Factor    | 9 episodios |
| 2006        | Wine Me, Dine Me       | presentador |
| 2004        | Dancing with the Stars | concursante |

### Teatro[10]
| Año                 | Obra                               | Personaje      | Director (a)        | Teatro                | Notas                                                   |
| ------------------- | ---------------------------------- | -------------- | ------------------- | --------------------- | ------------------------------------------------------- |
| 2012                | Symphony of Life                   | Pecker         | -                   | Factory Theatre       | -                                                       |
| 2011                | Strange Bedfellows (musical)       | Ralph          | Roger Hodgman       | Princess Theatre      | junto a Peter Cousens y Melissa Langton                 |
| 2011                | The Haunting of Daniel Gartrell    | -              | Lucy Freeman        | -                     | junto a Marcella Russo y Samuel Johnson                 |
| 2010                | Let the Sunshine                   | Ron            | Michael Gow         | QCT Theatre           | junto a Paul Ashcroft, Robert Coleby y Jacki Weaver     |
| 2009                | Mercy                              | -              | Bruce Myles         | -                     | junto a Luke Ryan, Alison Whyte y Eryn-Jean Norvill     |
| 2009                | A Stretch of the Imagination       | -              | Denis Moore         | Civic Theatre         | -                                                       |
| 2008                | My Fair Lady                       | -              | -                   | Royal Theatre         | junto a Richard E. Grant y Taryn Fiebig                 |
| 1998,2003,2007,2008 | The Club                           | Jock           | -                   | Gardens Theatre       | junto a Christopher Connelly y Steve Bisley             |
| 2007                | The Ghost Writer                   | -              | Neil Armfield       | Belvoir St. Theatre   | junto a Kim Gyngell y Catherine McClements              |
| 2006                | It Just Stopped                    | Bill           | Neil Armfield       | Malthouse Theatre     | junto a Marcus Graham y Catherine McClements            |
| 2005                | Love Letters                       | -              | John Clark          | Parade Theatre        | junto a Steve Bisley, Georgie Parker y Peter Phelps     |
| 2002                | The Elocution of Benjamin Franklin | Robert O'Brien | Adam Cook           | Malthouse Theatre     | -                                                       |
| 2001                | How To Succeed In Business...      | -              | -                   | State Theatre         | junto a Lisa McCune                                     |
| 2001                | Art                                | -              | Roger Hodgman       | Playhouse Theatre     | junto a Kim Gyngell y William McInnes                   |
| 2000                | The Goldberg Variations            | -              | Max Gillies         | Merlyn Theatre        | junto a Brian Lipson, Pip Mushin y Christen O'Leary     |
| 1999                | Born Yesterday                     | -              | -                   | -                     | junto a Alison Whyte                                    |
| 1998                | The Club                           | -              | Bruce Myles         | -                     | junto a Vince Colosimo, Gary Sweet y Max Gillies        |
| 1997                | After Magritte and...              | -              | Simon Phillips      | -                     | junto a Merridy Eastman, Judith McGrath y Richard Piper |
| 1995                | The Devil is an Ass                | -              | Gary Files          | -                     | junto a Kirk Alexander, Michael Burkett y Bruce Kerr    |
| 1994                | Mack and Mabel-In Concert          | -              | -                   | State Theatre         | junto a Lucy Bell, Judi Connelli y Reg Livermore        |
| 1993                | Diving for Pearls                  | -              | David Berthold      | Cremorne Theatre      | junto a Kevin Hides, Siobhan Lawless y Sally McKenzie   |
| 1993                | How to Succeed in Business...      | -              | Christopher Renshaw | -                     | junto a Robyn Arthur, Georgie Parker y Bruce Spence     |
| 1992                | Twelfth Night                      | -              | Glenn Elston        | -                     | junto a Don Bridges, Michael Fry y Alison Whyte         |
| 1992                | King of Country                    | -              | John Ellis          | -                     | junto a Carrie Barr, Jo Campbell y Wayne Pygram         |
| 1992                | For Julia                          | -              | Ros Horin           | Russell St. Theatre   | junto a Lucy Bell y Angela Punch McGregor               |
| 1992                | Brittanicus                        | -              | Richard Cottrell    | -                     | junto a Dominic Galati, Steven Vidler y William Zappa   |
| 1992                | The Trackers of Oxyrhyncus         | -              | Mark Gaal           | Wharf Theatre         | junto a David Field, Drew Forsythe y Wayne Pygram       |
| 1991                | A Flea In Her Ear                  | -              | George Ogilvie      | -                     | junto a Maurie Annese, Ian Boyce y Patrick Frost        |
| 1991                | Jonah Jones                        | -              | Neil Armfield       | -                     | junto a Paul Blackwell, David Field y William Snow      |
| 1991                | Another Time                       | -              | Gale Edwards        | Marian St. Theatre    | junto a James Benedict, Julia Blake y Irene Inescort    |
| 1990                | Away                               | -              | Neil Armfield       | -                     | junto a Evelyn Krape, Helen Morse y Ross Williams       |
| 1990                | Carmen                             | -              | Steven Pimlott      | -                     | junto a Geoffrey Chard, Maria Ewing y Roger Howell      |
| 1990                | Chess                              | Molokov        | Jim Sharman         | Royal Theatre         | junto a David McLeod, David Whitney y Laurence Clifford |
| 1989                | The Taming of the Shrew            | -              | Aubrey Mellor       | Suncorp Theatre       | junto a Adam Couper, Peter Lamb y Anthony Phelan        |
| 1988                | Cats                               | -              | Trevor Nunn         | His Majesty's Theatre | junto a Dale Baker, Linda Hartley y Rachael Beck        |
| 1987                | Blood Relations                    | -              | Jim Sharman         | Drama Theatre         | junto a Deborah Kennedy y Geoff Morrell                 |
| 1983                | The Blind Giant is Dancing         | -              | Neil Armfield       | -                     | junto a Peter Cummins, Melita Jurisic y Geoffrey Rush   |
| 1983                | Pal Joe                            | -              | Jim Sharman         | -                     | junto a Peter Cummins, Gillian Jones y Geoffrey Rush    |
| 1983                | Twelfth Night                      | -              | Neil Armfield       | -                     | junto a Peter Cummins, Gillian Jones y Geoffrey Rush    |
| 1982                | A Midsummer Night's Dream          | -              | Jim Sharman         | -                     | junto a Peter Cummins, Melissa Jaffer y Geoffrey Rush   |
| 1982                | Signal Driver                      | -              | Neil Armfield       | -                     | junto a Peter Cummins, Melissa Jaffer y Kerry Walker    |
| 1981                | A Night in the Arms of Raeleen     | -              | Carrillo Gantner    | Playbox Theatre       | junto a Ron Challinor, Sue Jones y Peter Paulsen        |
| 1980                | Outside Edge                       | -              | Carrillo Gantner    | Playbox Theatre       | junto a Julia Blake, Judith McGrath y Kirsty Child      |
| 1977                | HMS Pinafore                       | -              | Adrian Slack        | Festival Theatre      | junto a David Brennan, Keith Hempton y Norma Knight     |
| 1976                | City Sugar                         | -              | Ian Giles           | St. Martins Theatre   | junto a Liddy Clark, Gary Down y Gary Files             |
| 1976                | The Foursome                       | -              | Simon Hopkinson     | Grant St. Theatre     | junto a Liddy Clark, Kerry Dwyer y Sue Jones            |
| 1975                | Shindig                            | -              | Simon Chilvers      | Russell St. Theatre   | junto a Sandy Gore, Jennifer Hagan y Bruce Myles        |
| 1975                | How Does Your Garden Grow?         | -              | Malcolm Robertson   | St. Martins Theatre   | junto a Graeme Blundell y Tony Llewellyn-Jones          |
| 1974                | The Misanthrope                    | -              | Norman Ayrton       | St. Martins Theatre   | junto a Andrew Carr, Bruce Myles y Malcolm Phillips     |
| 1974                | The Last of the Knucklemen         | -              | Simon Chilvers      | Canberra Theatre      | junto a Peter Curtin, Jonathan Hardy y Bruce Myles      |
| 1974                | A Little Night Music               | -              | -                   | Her Majesty's Theatre | junto a Noel Smith y Geraldine Turner                   |
| 1973, 1974          | The Play's The Thing               | -              | John Sumner         | Russell St. Theatre   | junto a Peter Curtin, Jennifer Hagan y Terry McDermott  |
| 1973                | Flash Jim Vaux                     | -              | -                   | Russell St. Theatre   | junto a Nick Enright, Jonathan Hardy y Anne Phelan      |
| 1973                | The Last of the Knucklemen         | -              | Simon Chilvers      | Russell St. Theatre   | junto a Peter Curtin, Jonathan Hardy y Bruce Myles      |
| 1973                | All My Sons                        | -              | Malcolm Robertson   | St. Martins Theatre   | junto a Syd Conabere, Hamish Hughes y Anne Phelan       |
| 1973                | The Plough and the Stars           | -              | Malcolm Robertson   | Russell St. Theatre   | junto a Christine Amor y Tony Llewellyn-Jones           |
| 1973                | Mother Courage                     | -              | Joachim Tenschert   | Princess Theatre      | junto a Peter Curtin y Tony Llewellyn-Jones             |
| 1973                | Jumpers                            | -              | Peter James         | Russell St. Theatre   | junto a Jonathan Hardy y Chris Haywood                  |
| 1972                | The Last Supper Show               | -              | Aarne Neeme         | Nimrod St. Theatre    | junto a Terence Clarke, Jonathan Hardy y Max Cullen     |
| 1972                | Shadows of Blood                   | -              | Rex Cramphorn       | Nimrod St. Theatre    | junto a Jane Harders, Bob Hornery y Kate Fitzpatrick    |
| 1972                | Measure For Measure                | -              | John Bell           | Nimrod St. Theatre    | junto a Kevin Jackson, Edward Ogden y Garry McDonald    |
| 1971                | Hamlet On Ice                      | -              | Aarne Neeme         | Nimrod St. Theatre    | junto a John Derum, Bob Hornery y Kate Fitzpatrick      |
| 1971                | The Balcony                        | -              | Terry Hands         | Aldwych Theatre       | junto a Brenda Bruce, Hugh Keays-Byrne y Helen Mirren   |
| 1971                | Exiles                             | -              | Harold Pinter       | Aldwych Theatre       | junto a Estelle Kohler y Mark Rogers                    |
| 1971                | The Roy Murphy Show                | -              | Richard Wherrett    | Nimrod St. Theatre    | junto a John Clayton, Martin Harris y Jacki Weaver      |
| 1971                | Flash Jim Vaux                     | -              | John Bell           | Nimrod St. Theatre    | junto a Terence Clarke, Bob Hornery y Sheila Kennelly   |
| 1971                | Hamlet                             | -              | Michael Latimer     | Playbox Theatre       | junto a Vivienne Garrett, Allan Lander y Paul Weingott  |
| 1971                | Duke of Edinburgh Assassinated     | -              | Aarne Neeme         | Nimrod St. Theatre    | junto a Bob Hornery, Max Phipps y Alan Tobin            |
| 1971                | Customs and Excise                 | -              | Kenneth Horler      | Nimrod Theatre        | junto a Lynette Curran, Andrew McLennan y Jacki Weaver  |
| 1970                | King Oedipus                       | -              | Sir Tyrone Guthrie  | Canberra Theatre      | junto a James Condon, Ron Haddrick y Barry Lovett       |
| 1970                | Major Barbara                      | -              | Glenda Ferrall      | Parade Theatre        | junto a Drew Forsythe, Jane Harders y Anna Volska       |
| 1970                | This Story of Yours                | -              | Bryan Syron         | Parade Theatre        | junto a Drew Forsythe, Barry Lovett y Ron Haddrick      |
| 1970                | Death of a Salesman                | -              | Robin Lovejoy       | Parade Theatre        | junto a Ben Gabriel, Jane Harders y Gordon McDougall    |
| 1969                | The Crucible                       | -              | John Clark          | Old Tote Theatre      | junto a John Allen, Olive Brown y Drew Forsythe         |
| 1969                | Miss Jairus                        | -              | Derek Nicholson     | Old Tote Theatre      | junto a John Allen, Drew Forsythe y Frances Gallagher   |
| 1968                | The Bald Prima Donna               | -              | John Clark          | Old Tote Theatre      | junto a David Bookallil, Olive Brown y Joanna McCallum  |
| 1968                | Hippolytus                         | -              | -                   | Jane St. Theatre      | junto a John Allen, Drew Forsythe y Diane Craig         |
| -                   | The Real Inspector Hound           | -              | -                   | -                     | -                                                       |

## Premios y nominaciones
| Año  | Categoría                                                   | Premio                | Serie/Película      | Resultado |
| ---- | ----------------------------------------------------------- | --------------------- | ------------------- | --------- |
| 2007 | Most Popular Personality on Australian Television           | Logie Award           | Blue Heelers        | Nominado  |
| 2007 | Most Popular Actor                                          | Logie Award           | Blue Heelers        | Nominado  |
| 2006 | Most Popular Personality on Australian Television           | Gold Logie Award      | Blue Heelers        | Ganó      |
| 2006 | Most Popular Actor                                          | Silver Logie Award    | Blue Heelers        | Ganó      |
| 2006 | Most Outstanding Actor in a Drama Series                    | Silver Logie Award    | Blue Heelers        | Nominado  |
| 2005 | Most Popular Personality on Australian Television           | Gold Logie Award      | Blue Heelers        | Nominado  |
| 2005 | Most Popular Actor                                          | Silver Logie Award    | Blue Heelers        | Ganó      |
| 2004 | Most Popular Personality on Australian Television           | Gold Logie Award      | Blue Heelers        | Nominado  |
| 2003 | Most Popular Personality on Australian Television           | Gold Logie Award      | Blue Heelers        | Nominado  |
| 2003 | Most Popular Actor                                          | Silver Logie Award    | Blue Heelers        | Nominado  |
| 2002 | Most Popular Personality on Australian Television           | Gold Logie Award      | Blue Heelers        | Nominado  |
| 2002 | Most Popular Actor                                          | Silver Logie Award    | Blue Heelers        | Nominado  |
| 2001 | Most Popular Personality on Australian Television           | Gold Logie Award      | Blue Heelers        | Nominado  |
| 2001 | Most Popular Actor                                          | Silver Logie Award    | Blue Heelers        | Nominado  |
| 2000 | Most Popular Personality on Australian Television           | Gold Logie Award      | Blue Heelers        | Nominado  |
| 2000 | Most Popular Actor                                          | Silver Logie Award    | Blue Heelers        | Nominado  |
| 1999 | Favourite Actor in a Drama or Serial                        | People's Choice Award | Blue Heelers        | Nominado  |
| 1999 | Most Popular Personality on Australian Television           | Gold Logie Award      | Blue Heelers        | Nominado  |
| 1999 | Most Popular Actor                                          | Silver Logie Award    | Blue Heelers        | Nominado  |
| 1998 | Favourite TV Drama/Serial Star: Male                        | People's Choice Award | Blue Heelers        | Nominado  |
| 1998 | Most Popular Personality on Australian Television           | Gold Logie Award      | Blue Heelers        | Nominado  |
| 1998 | Most Popular Actor                                          | Silver Logie Award    | Blue Heelers        | Nominado  |
| 1997 | Most Popular Personality on Australian Television           | Gold Logie Award      | Blue Heelers        | Nominado  |
| 1997 | Most Popular Actor                                          | Silver Logie Award    | Blue Heelers        | Nominado  |
| 1996 | Most Popular Actor                                          | Silver Logie Award    | Blue Heelers        | Nominado  |
| 1989 | Most Outstanding Actor                                      | Silver Logie Award    | Rafferty's Rules    | Ganó      |
| 1988 | Most Outstanding Actor                                      | Silver Logie Award    | Rafferty's Rules    | Ganó      |
| 1977 | Best Sustained Performance by an Actor in a Supporting Role | Logie Award           | Power Without Glory | Ganó      |